# Nicolas Lavielle
Pour les articles homonymes, voir Lavielle.
Nicolas Lavielle est un homme politique français né le 1er janvier 1788 à Pau (Pyrénées-Atlantiques) et décédé le 21 juillet 1874 à Portet (Pyrénées-Atlantiques).

## Biographie
Avocat à Pau, il est le chef du parti légitimiste sous la Restauration et au début de la Monarchie de Juillet. Il est député des Basses-Pyrénées de 1834 à 1848 et se rallie alors à la Monarchie de Juillet, siégeant dans la majorité conservatrice. Il est nommé directeur des affaires civiles au ministère de la Justice en 1838, premier président de la cour d'appel de Riom en 1839 et conseiller à la Cour de cassation en 1844. Il prend sa retraite en 1863.

## Décorations
- Officier de la Légion d'honneur (1843)[1]